# Leucanopsis angulata
Leucanopsis angulata är en fjärilsart som beskrevs av Rothschild 1910. Leucanopsis angulata ingår i släktet Leucanopsis och familjen björnspinnare. Inga underarter finns listade i Catalogue of Life.